# Santa Clara-a-Nova
Santa Clara-a-Nova ist ein Ort und eine ehemalige portugiesische Gemeinde (Freguesia) im Kreis Almodôvar im Distrikt von (Beja). Die Gemeinde hatte eine Fläche von 108,3 km² und 619 Einwohner (Stand 30. Juni 2011).
Am 29. September 2013 wurden die Gemeinden Santa Clara-a-Nova und Gomes Aires zur neuen Gemeinde União das Freguesias de Santa Clara-a-Nova e Gomes Aires zusammengefasst. Santa Clara-a-Nova ist Sitz dieser neu gebildeten Gemeinde.